# Тартаковський Ісак Йосипович
 Ісаа́к Йо́сипович Тартако́вський (нар. 25 квітня 1912, Волочиськ — пом. 2002) — український маляр і графік. Батько художника Анатолія Тартаковського. Заслужений художник УРСР з 1976 року.

## Життєпис
Народився 25 квітня 1912 року у місті Волочиську (нині Хмельницька область). Професійну підготовку пройшов спочатку у Київському інституті кінематографії, закінчивши кінооператорський факультет. Успішно працював над новелою «Новина» Василя Стефаника під керівництвом О. Довженка. У кінофільмі «Велике життя» (1939) виявив себе майстром живопису і був відзначений за майстерність у виконанні високохудожніх розкадровок кінострічки.
В 1951 році закінчив Київський художній інститут (навчався у О. Шовкуненка, К. Єлеви, М. Шаронова, І. Шпільмана, В. Костецького, С. Григор'єва, Т. Яблонської).

Могила Ісака Тартаковського

Помер у 2002 році. Похований в Києві на Байковому кладовищі (ділянка № 49а).

## Творчість
Картини:
| - «У звільненому Києві»; - «Все для фронту»; - «Герої Дніпра»; - «Смерть матері Тараса»; - «Шевченко у майстерні»; - «Останній шлях»; - «Євреї у полоні»; - «Євреї і політруки, виходь!»; | - «Світова скорбота»; - «Сльози Бабиного Яру»; - «Спекотний день»; - «Портрет гуцула»; - «Оленка»; - «Червоне дерево. Гурзуф»; - «Шторм і сонце» та інші. |

Портрети Л. Ревуцького, П. Тичини, Н. Ужвій, Г. Яблонської, Г. Туфтіної, І. Врони та багато інших.
За галерею портретів найкращих робітників заводу «Більшовик» художнику було присвоєно звання «Майстер золоті руки».

## Сім'я
- Син — Анатолій Тартаковський